# NGC 5630
NGC 5630 (również PGC 51635 lub UGC 9270) – galaktyka spiralna z poprzeczką (SBd?), znajdująca się w gwiazdozbiorze Wolarza. Odkrył ją William Herschel 9 kwietnia 1787 roku.
W galaktyce tej zaobserwowano supernowe SN 2005dp i SN 2006am.